# Bhutanitis thaidina
Bhutanitis thaidina (denominada popularmente, em inglês, Chinese three-tailed swallowtail ou Tibetan glory; na tradução para o português, rabo-de-andorinha chinesa de três caudas ou glória-do-tibete) é uma borboleta da região indo-malaia, pertencente à família Papilionidae e subfamília Parnassiinae, endêmica do sudoeste da China (Tibete, Sichuan, Yunnan e Shaanxi). Foi classificada por Blanchard, em 1871; denominada Armandia thaidina no texto "Remarques Sur la Faune de la Principauté Thibétane du Moupin" (observações sobre a fauna do Principado tibetano de Moupin), publicado no Comptes Rendus de l'Académie des Sciences (anais da academia de ciências) da França número 72: página 809; nota 3, onde afirmaː "Armandia thaïdina (sic), vamos nomear esse novo Lepidoptera. Corpo frágil como o dos Thaïs (sic), porte do nosso Papilio, asas mais delicadas, antenas compridas como uma clava". Suas lagartas se alimentam de espécies de plantas do gênero Aristolochia (família Aristolochiaceae). Ela é estritamente aparentada com a impressionante borboleta denominada glória-do-butão (Bhutanitis lidderdalii).

## Descrição
Vista por cima, esta borboleta apresenta tom geral castanho enegrecido, com fileiras de linhas claras, onduladas e características, nas asas anteriores e posteriores. No fim das asas posteriores existem manchas em vermelho, negro e azul, formando ocelos; além de apresentar um pouco de amarelo na margem das asas e uma série de três finas projeções espatuladas, como caudas, em cada asa posterior, com as projeções mais externas sendo as mais alongadas.

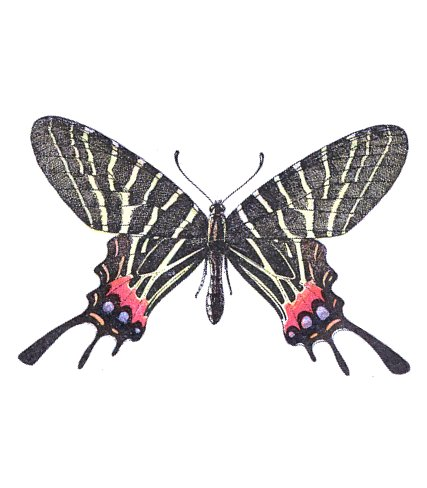
ilustração de B. thaidina, vista superior, publicada em livro da Larousseː início do século XX.

## Hábitos
São avistadas visitando flores, das quais se alimentam do néctar. É uma borboleta de montanhas e vales montanhosos, que pode ser encontrada dentro de florestas de coníferas, em prados e clareiras. São vistas frequentemente em praias de rios ou em faixas úmidas do solo, onde possam sugar substâncias minerais.

## Planta-alimento
Bhutanitis thaidina se alimenta de espécies do gênero Aristolochia, em sua fase larval, como A. moupinensis e A. delavayi.

## Subespécies
B. thaidina possui duas subespécies:
- Bhutanitis thaidina thaidina - Descrita por Blanchard em 1871.
- Bhutanitis thaidina dongchuanensis - Descrita por Lee em 1986. Localidade tipo: Dongchuan, Yunnan.

## Estado de conservação da espécie
Esta é considerada uma espécie quase ameaçada pela União Internacional para a Conservação da Natureza devido a alterações de seu habitat e coleta para comércio.